# Hypsoblennius gilberti
Hypsoblennius gilberti es una especie de pez de la familia Blenniidae en el orden de los Perciformes.

## Morfología
• Los machos pueden llegar alcanzar los 17 cm de longitud total.

## Reproducción
Es ovíparo.

## Hábitat
Es un pez de mar y de clima subtropical  que vive hasta los 18 m de profundidad.

## Distribución geográfica
Se encuentra desde Point Conception (California, Estados Unidos) hasta la Península de Baja California (México ).